# 歯科衛生士
歯科衛生士（、英: dental hygienist）は、歯科衛生士法に基づき、厚生労働大臣の免許を受けて、歯科医師の指導の下に歯科予防処置、歯科診療補助および歯科保健指導等を行う医療従事者（コ・メディカル／コ・デンタル）である。かつては専門学校での養成がメインであったが、医療技術の高度化・多様化等に伴い、4年制大学における歯科衛生士養成課程も増加傾向にある。

## 世界各国

### アメリカ合衆国
アメリカ合衆国において歯科衛生士は、予防医療を専門とする資格であり、多くの歯科衛生士に局所麻酔を行うことが許されている。口腔清掃、レントゲン撮影、シーラント、スケーリング、ルートプレーニングを規則に基づき行うことが出来る。ほとんどの州では歯科医師の指導のもとに行うが、歯科医師の指導無しにこれらのことを行うことが許されている州もある。

#### 資格取得方法
アメリカ合衆国において歯科衛生士（英: dental hygienist）となるためには、いくつかの方法がある。最も一般的なものは、科学と一般教養を学んだ後に3年間の専門教育を受けることである。この専門教育には解剖学、口腔解剖学、理工学、薬理学、歯周病学、栄養学、及び臨床科目を含んでいる。さらに、4年や6年をかける学校もある。また、アメリカ歯科衛生士会は、さらに上位に当たる「advanced dental hygiene practitioner」の資格を定めた。
一般の歯科医院で勤務する歯科衛生士になるには、歯科衛生士の準学士号（2年制）が必要である。さらに、公衆衛生や研究、教育、ヘルスプログラムなどの仕事に就くには、通常学士号（4年制）または修士号（大学院）が必要となる。
更に、アメリカの登録歯科衛生士は11万2000人、歯科衛生士国家試験合格率も75%と日本よりも低く（日本は95%）、有資格者による就業率も100%に近い上、平均年収も770万円と高水準の設定となっている。

#### 可能な業務範囲
- 局所麻酔（別途資格取得を要する。ちなみにスウェーデンの歯科衛生士も局所麻酔薬注射が可能である。）
- 笑気麻酔
- X線撮影
- 歯周病の診断（歯周基本治療を含む）

が可能である。

#### ライセンス更新
歯科衛生士ライセンスの更新条件の一つとして、州法で定められた時間数の卒後研修を受講する必要があり、更新時にはほとんどの州でCPR（救急蘇生法）のライセンス取得も義務づけられている。

## 日本における歯科衛生士
日本において歯科衛生士は、1948年（昭和23年）制定の歯科衛生士法に基づく厚生労働大臣免許の国家資格となっており、免許状には、厚生労働大臣名が記載されている。歯科医師の指示の下、歯科予防処置、歯科診療補助および歯科衛生指導等を行う。実際の臨床では、薬物の塗布、沈着物の除去、診療報酬の点数計算が主な業務内容となっている。また、看護師などの医療専門職同様にレントゲン撮影など人体に放射線を照射する業務を行うことはできない（診療放射線技師法）。
また、法律における「指導」は、2016年（平成26年）歯科衛生士法改正により「歯科医師の直接の指導」が、「歯科医師の指導」に改正された。これにより、歯科医師の判断により、「歯科医師の指導」の形態として、歯科医師の常時の立会いまでは要しないこととなり、歯科医師の確保が困難な地域においては、保健所や市町村保健センター等が、フッ化物塗布を行うことが可能になった。
厚生労働省の平成26年衛生行政報告例（就業医療関係者）によると、就業歯科衛生士は2014年末現在で116,299名であり、10年間で36,000名以上増加している。歯科衛生士養成所は短期大学・専門学校は3年制、大学は4年制であり、大学課程での歯科衛生士養成校が増加傾向にある。
現在のところ、看護師とともに需要が多い職業であり、毎年7,000人以上の卒業者が出ているが、現在でも歯科衛生士不足が見られる。一因として、離職率の高さが指摘されている（詳細は歯科衛生士不足問題参照、後述）。

### 男性歯科衛生士の養成
歯科衛生士法は、制定時は「業とする者」であったものが、1955年の改正で本則では、女子のみに限定された。そのとき追加された同法附則第2項により男子にも同法が準用とされた。更に2014年の改正で、本則上も女子の限定が廃止されている。このため、男性も資格取得可能であり、男性歯科衛生士はきわめて少数ではあるが存在する。
歯科衛生士法改正以前は女子の入学しか認めていない養成所が多く存在しており、現在も女子のみの募集となっている施設がある。男女間で資格取得機会の面で不均衡になっているものの、男子にも門戸を開く養成校が増えている。
このため、わずかではあるが年々男子学生の入学希望者も増えている。
なお、令和2年度衛生行政報告例によると、日本における男性歯科衛生士は91名である。

### 歯科衛生士の勤務先

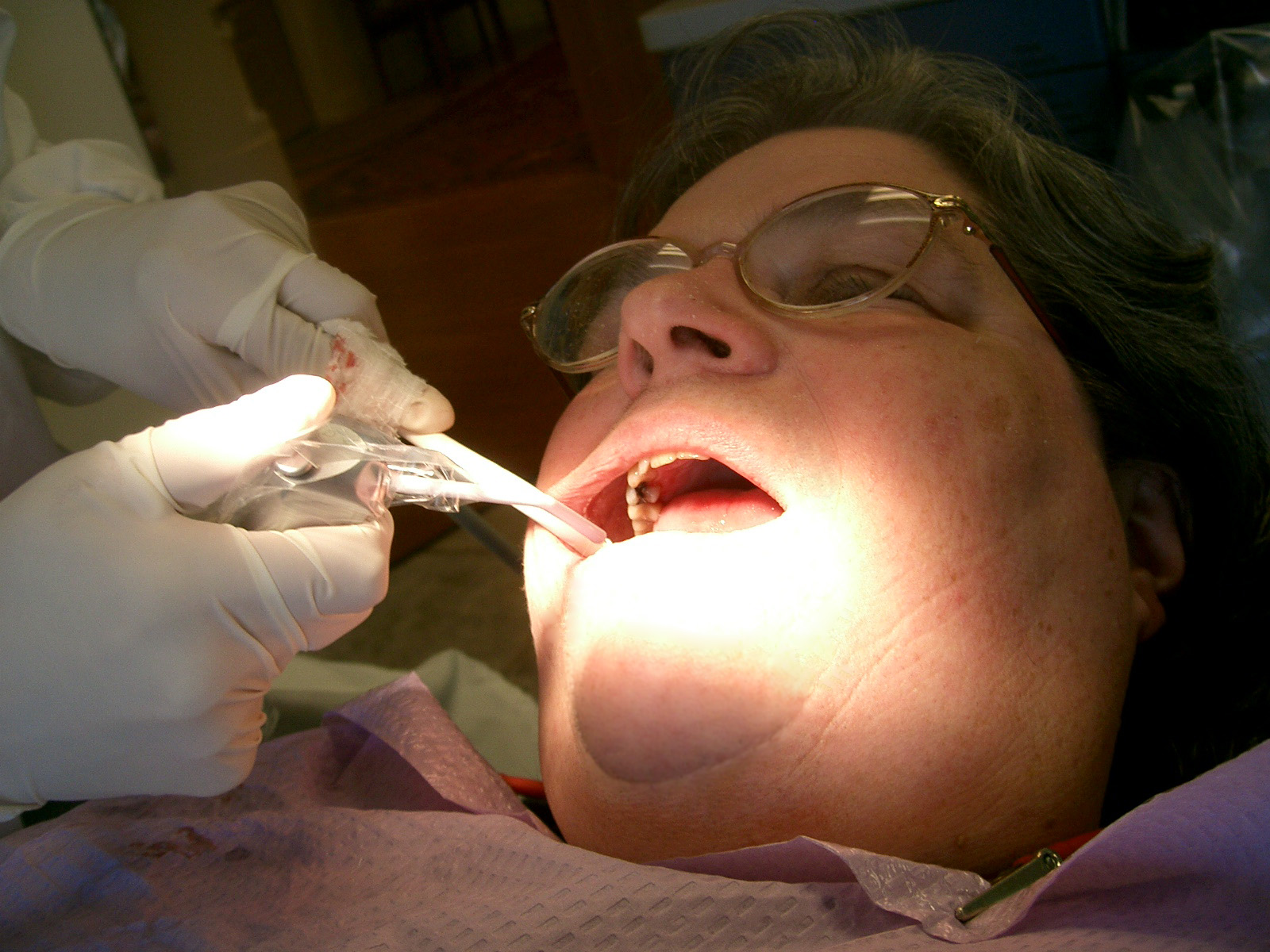
クリニック勤務

勤務先の大半は歯科診療所である。医科病院の口腔外科や歯科に勤務する者もあるが、診療補助業務に関して、重複する看護師との住み分けは施設ごとに様々である。
歯科衛生士のうち2％は、行政の場を職場にしている。都道府県庁・保健所に勤務している歯科衛生士のうちおよそ66％、政令・中核市保健所・特別区に勤務している歯科衛生士のうちおよそ80％、市町村保健センター等に勤務している歯科衛生士のうちおよそ90％が母子保健に関わっている。

### 歴史
第二次世界大戦後、連合国軍最高司令官総司令部は日本における歯科保健の充実を求めた。これをうけ、1947年9月に保健所法を改正し、保健所の業務として歯科衛生に関する事項を追加し、その保健所歯科業務の担い手の養成のため、1948年に歯科衛生士法を成立させた。1949年に都道府県知事が推薦した候補者を国費で養成する形で、歯科衛生士の養成が開始、1・2年の養成課程を終了した最初の卒業者は70名であった。

### 歯科衛生士不足問題
公益財団法人日本歯科衛生士会の「歯科衛生士の人材確保࣭復職支援等に関する検討会報告書（平成29年6月）」によると、歯科衛生士資格を持ちながら、未就業もしくは歯科から離れている人材（潜在歯科衛生士）が約14万人も存在しているという。超高齢社会の日本で、要介護高齢者の中には歯科通院が困難な者も多く、訪問診療や地域包括ケアシステムにおける歯科衛生士の役割も期待されている。そこで、厚生労働省補助事業として免許取得後間もない新人歯科衛生士や復職を目指す、または復職後間もない歯科衛生士の方々を対象とした歯科衛生士研修センターを3大学に設置している。
- 東京科学大学（歯科衛生士総合研修センター）[14]
- 大阪歯科大学（歯科衛生士研修センター）[15]
- 広島大学（歯科衛生士教育研修センター）[16]

## 資格取得のプロセス
専門教育課程（歯科衛生士養成所）を修了し、歯科衛生士国家試験に合格した者が、歯科衛生士となれる。3年制以上の専門学校、短期大学での養成課程が一般的であるが、歯科医療の高度化、多様化にともない、大学課程（歯学部口腔保健学科等の名称）、大学院課程（修士課程のみ）も有る。

## 専門分野と実践場面
歯科衛生士が活動する場は、一般的な歯科医院だけでなく大学病院や企業、行政などさまざまなものがある。

### 病院勤務
従来の歯科医院勤務に加えて、総合病院などでは歯科口腔外科を標榜するところも増えていることや、周術期口腔機能管理が保険導入されたこともあり積極的に歯科衛生士を採用する総合病院・市中病院も増えている。
また、病院歯科衛生士として、診療補助業務に加えて、NST（栄養サポートチーム）、ICT（院内感染対策チーム）などのチーム医療に参加するところも多い。

### 行政歯科衛生士
特に大卒歯科衛生士の勤務先の一つとして、保健所や市町村保健センターがある。市区町村が実施する1歳6か月歯科健診、3歳児健診、乳幼児歯科相談等や、学校歯科保健による就学時健診（6歳）など、ライフステージごとの特性を踏まえた口腔保健指導を実施している。

### 養護教諭
広島大学歯学部（口腔保健学専攻）、梅花女子大学（口腔保健学科）、埼玉県立大学（口腔保健科学専攻）、九州看護福祉大学（口腔保健学科）など多くの大学で養護教諭課程を設置しており、歯科衛生士と養護教諭の同時取得も可能となっている。

### 産業歯科衛生士・大学・研究機関
数%ではあるが、ライオン・ライオン歯科衛生研究所や帝人メディカルテクノロジーなど一般企業や研究機関に勤務する歯科衛生士もいる。また、大学院にて博士課程を取得後、歯科衛生士養成所で教員として勤務する者も増えている。

### 認定制度

#### 専門・認定歯科衛生士
- 歯科専門学会が認定する専門認定歯科衛生士制度が存在する。
  - 日本歯周病学会認定歯科衛生士（日本歯周病学会）
  - インプラント専門歯科衛生士（日本口腔インプラント学会）
  - 日本歯科審美学会歯科衛生認定士（日本歯科審美学会）
  - ホワイトニングコーディネーター（日本歯科審美学会）
  - 日本成人矯正歯科学会矯正歯科衛生士（日本成人矯正歯科学会）
  - 日本口腔衛生学会　認定歯科衛生士（日本口腔衛生学会）[17]
  - 日本歯科麻酔学会認定歯科衛生士（日本歯科麻酔学会）
- 歯科衛生士として5年以上の実務経験があれば介護支援専門員（ケアマネージャー）の受験資格が得られる。

## 歯科衛生士の資格を持つ著名人
- 桐山マキ
- 金澤紀子
- 風神ライカ
- 静麻波 - モデル
- 涼風花
- テリー・ブリズビン
- 西原愛夏 - グラビアアイドル
- 藤田麻衣子
- 吉永薫
- 渡邊小百合